# 三木鐵道

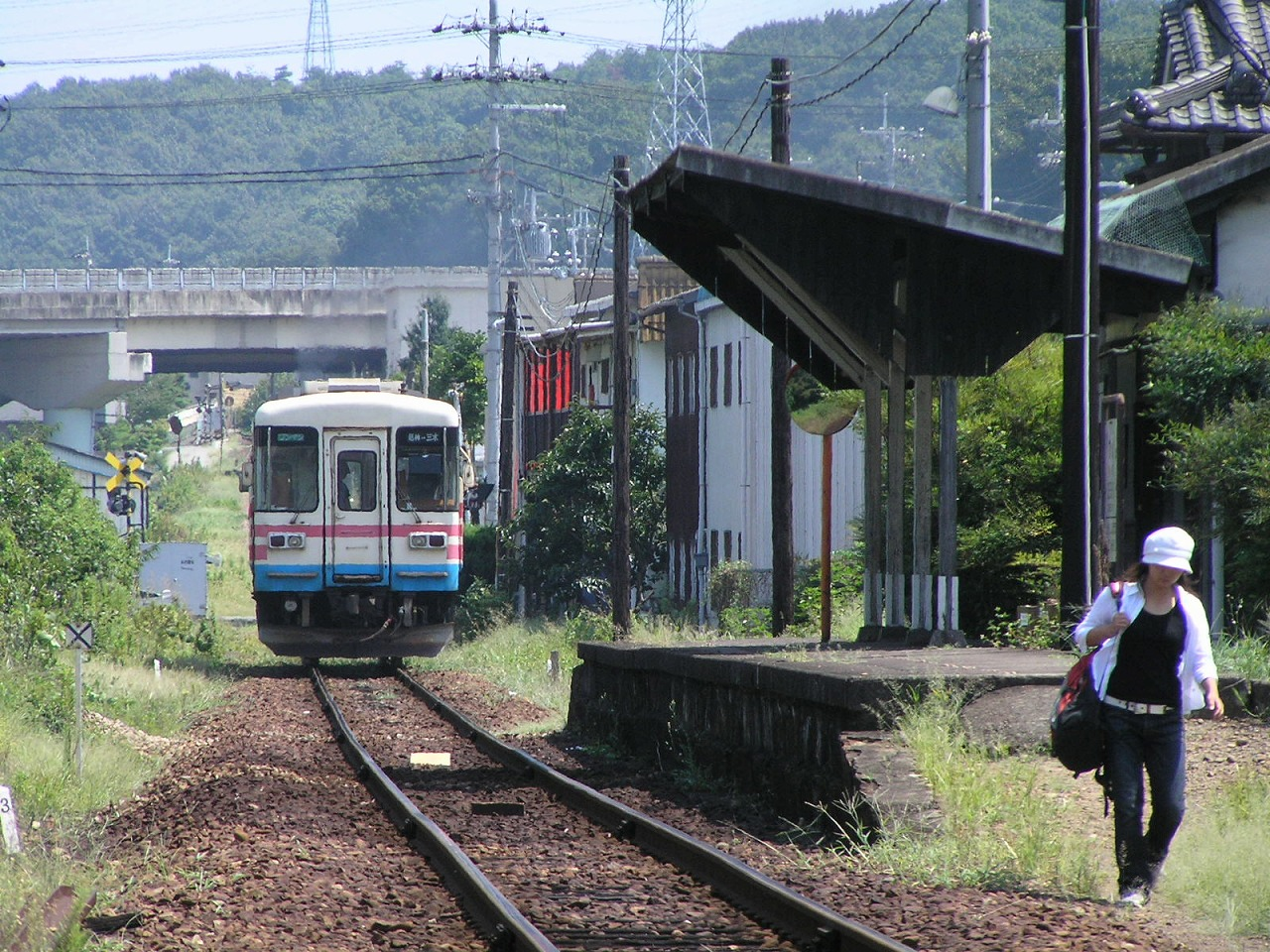
三木線沿線風景
（2007年8月 別所站）

三木鐵道株式會社（日语：／）是一間總部位於兵庫縣，經營前國鐵特定地方交通線之一三木線的日本第三部門鐵道公司。公司在2008年3月前，由三木市、兵庫縣等地方出資營運。總部位於兵庫縣三木市福井二丁目12番43號。在三木線廢除後便關閉。

## 歷史
當國鐵三木線被指定為第1次特定地方交通線後，在1984年10月18日成立了三木鐵道株式會社。在1985年4月1日繼承國鐵三木線，開始經營三木線。三木線是在2002年芝山鐵道開業前，為日本營業距離最短的第三部門鐵路線（廣義上）。
但是，許多三木市前往神戶市內的乘客多會使用神戶電鐵粟生線。而此路線的主要乘客流動方向都是向三木市西邊的加古川線，加上沿線沒有吸引客流的設施，使轉換為第三部門鐵路後，客量一直減少，最後長期錄得赤字狀態。雖然這些赤字可透過轉換為第三部門時，從日本國有鐵道提供的轉換金以填補，但是這些金額在1996年已經花光，隨後需要使用三木市的預算來補填赤字。隨後沒有收善收支平衡，在2006年的營業係數達到313.4（即每收入100日圓，支出便需要313.4日圓）。三木鐵道社長加古房夫（同時為三木市長）認為「這是三木市的歷史遺產」，表示應該繼續保存此路線，為了改善收益，曾經計劃把三木線從三木鐵道三木站延伸至約800米處的神戶電鐵三木站，以試圖增加客量。此外，也考慮引入當時JR北海道開發中的雙模式車輛（DMV）。但是一直提供經營支援的三木市財政狀況較為惡劣，在2006年1月舉行的た市長選舉中，就著市內財政問題成為了焦點，後來主要重整三木市財政，主張「廢除三木鐵道」的藪本吉秀擊破加古房夫，成為新市長。同時新市長就任三木鐵道社長。在同年9月至10月進行市民調查中，70%民眾認為應該把三木線廢除，保留的只有11%。另外在11月29日公布的外部審計顯示，如果繼續經營下去，今後20年所需要的支援金額達到20億日圓。針對這些問題，對策協議會在最後一次會議中，得出「廢除並以巴士替代」這個結論。作為觀察員參加的兵庫縣和加古川市在12月21日作出「這個結論是不可避免的。」這個評論。另外在2006年度，公司錄得5400萬日圓的經常性赤字。
在2007年3月1日經過市議會的決定，以及在4月26日經過三木鐵道董事會會議後，決定把三木線全線廢除。在7月23日，市長提出在廢除申請，最後在2008年4月1日全線廢除。
在最後一天營運日，當天三木線客量十分多。

### 年表
有關三木線的歷史，可參見「三木鐵道三木線」。

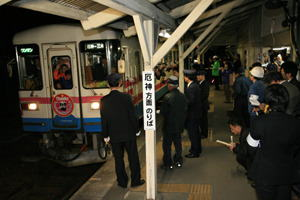
到達三木站的尾班營業列車（2008年3月31日）

- 1984年（昭和59年）10月18日 - 三木鐵道株式會社成立。
- 1985年（昭和60年）4月1日 - 從國鐵繼承三木線，三木鐵道三木線開業。
- 2007年（平成19年）7月23日 - 三木市市長藪本吉秀表示，三木線會在翌年4月1日廢除。
- 2008年（平成20年）4月1日 - 三木線廢除。公司結業，轉移至清算公司。
- 2010年（平成22年）11月30日 - 舉行最後的股東大會。清算業務完結[4]。

## 路線
| 中文線名 | 日文線名 | 起點 | 終點 | 距離（公里） |
| -------- | -------- | ---- | ---- | ------------ |
| 三木線   |          | 厄神 | 三木 | 6.6          |

## 車輛
MiKi180形
從國鐵承繼時引入。車輛由富士重工業製造，LE-Car II系列的兩軸車輛，共有101和102兩架。該車輛與北條鐵道FuRaWa1985形十分相似，只有車身窗口不同。FuRaWa1985形的車身車窗是以觀光巴士作為標準，而MiKi180形是以一般巴士路線作為標準，該車型的車窗分為兩部分，上方是固定，下方是可拉高打開。後來被MiKi300形取代，102在1999年，101在2002年退役。在退役後，其中1架被放置於兵庫縣加西市滿久町，一間名為「華晟」的台灣料理店。截至2018年，該車輛放置在停車場內作雜物房的用途。
MiKi300形
車輛由富士重工業製造，LE-DC系統的轉向架車輛，共有103, 104, 105三架。為了增加車輛與取代MiKI180形。在1998年引入103，在1999年引入104，在2002年引入105。在三木市決定把三木線廢除後，2架車輛被拍賣。在2008年，105被樽見鐵道投得，104被北條鐵道投得。而103一直保存，直至2009年6月轉讓給常陸那珂海濱鐵道。
維護路軌專用軌道工程車
負責維護三木鐵道全線路軌的軌道工程車，共有1架。

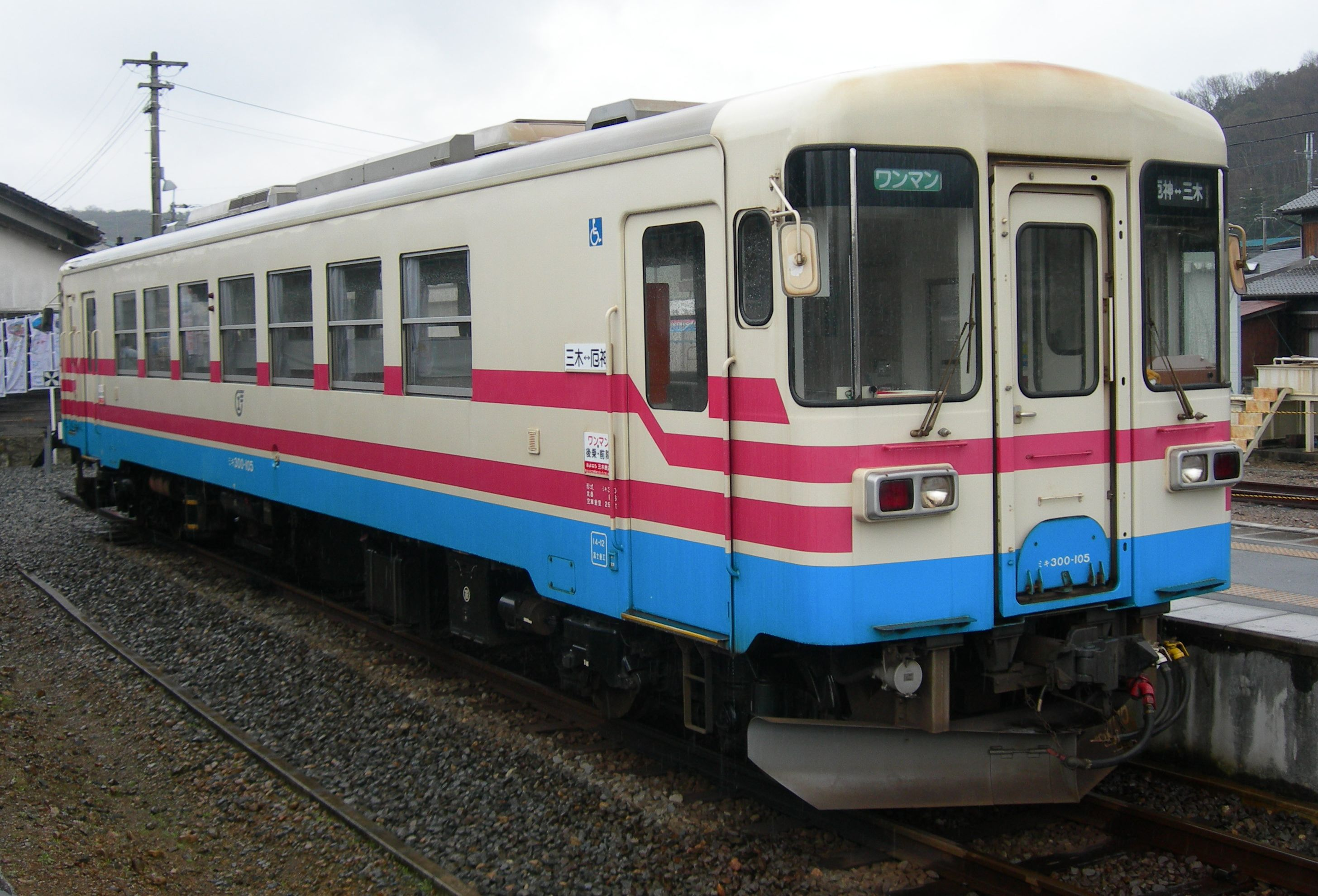
MiKi300形
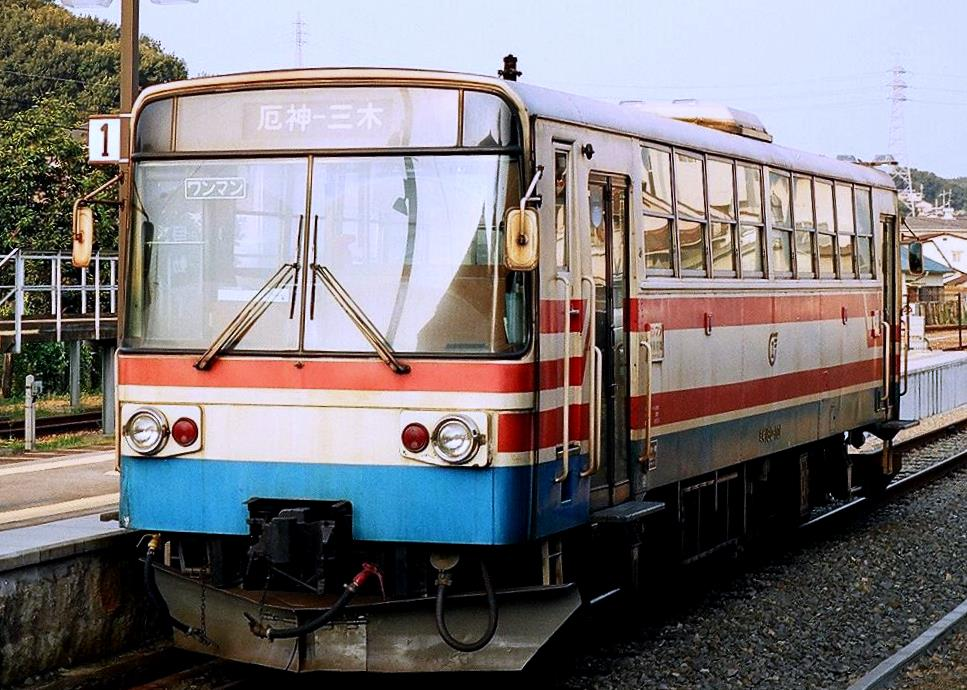
MiKi180形（2001年）
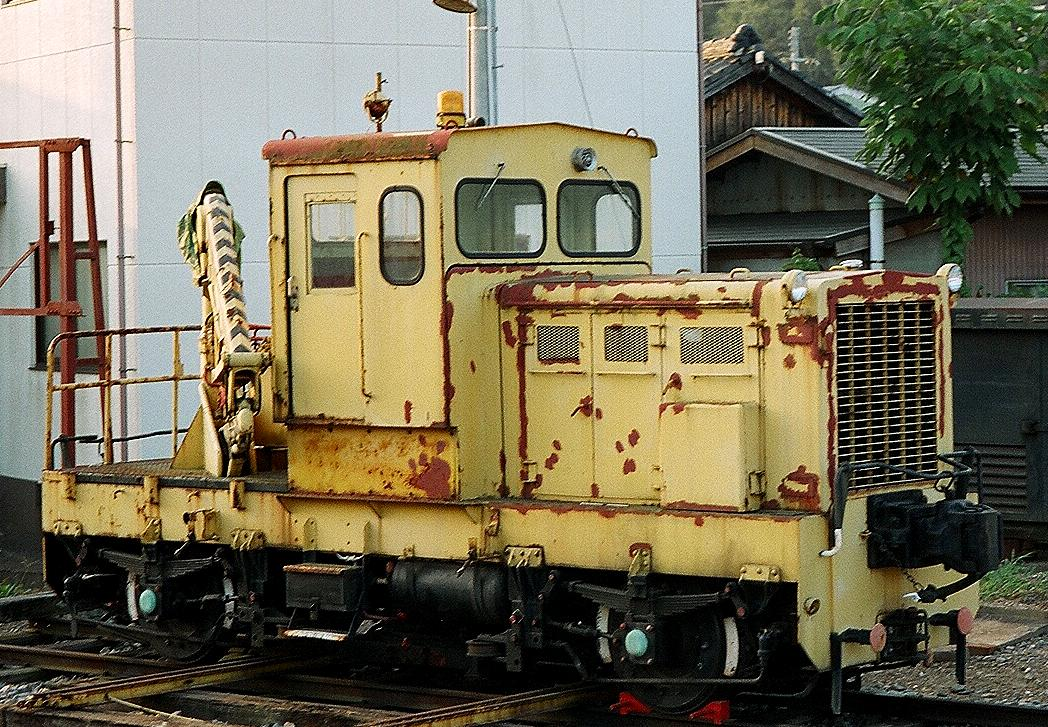
維護路軌專用軌道工程車（2001年）

## 清算業務
在三木線廢線後開始了清算業務，在2012年11月30日最後的股東大會中，並對剩餘資產進行了分配。當中三木市獲得47200平方米（估價1900萬日元）、加古川市獲得6100平方米（估價200萬日元）土地。包括土地在內的剩餘資產，三木市獲得5300萬日圓，加古川市獲得500萬日圓、兵庫縣獲得1500萬日圓。

## 廢線遺址

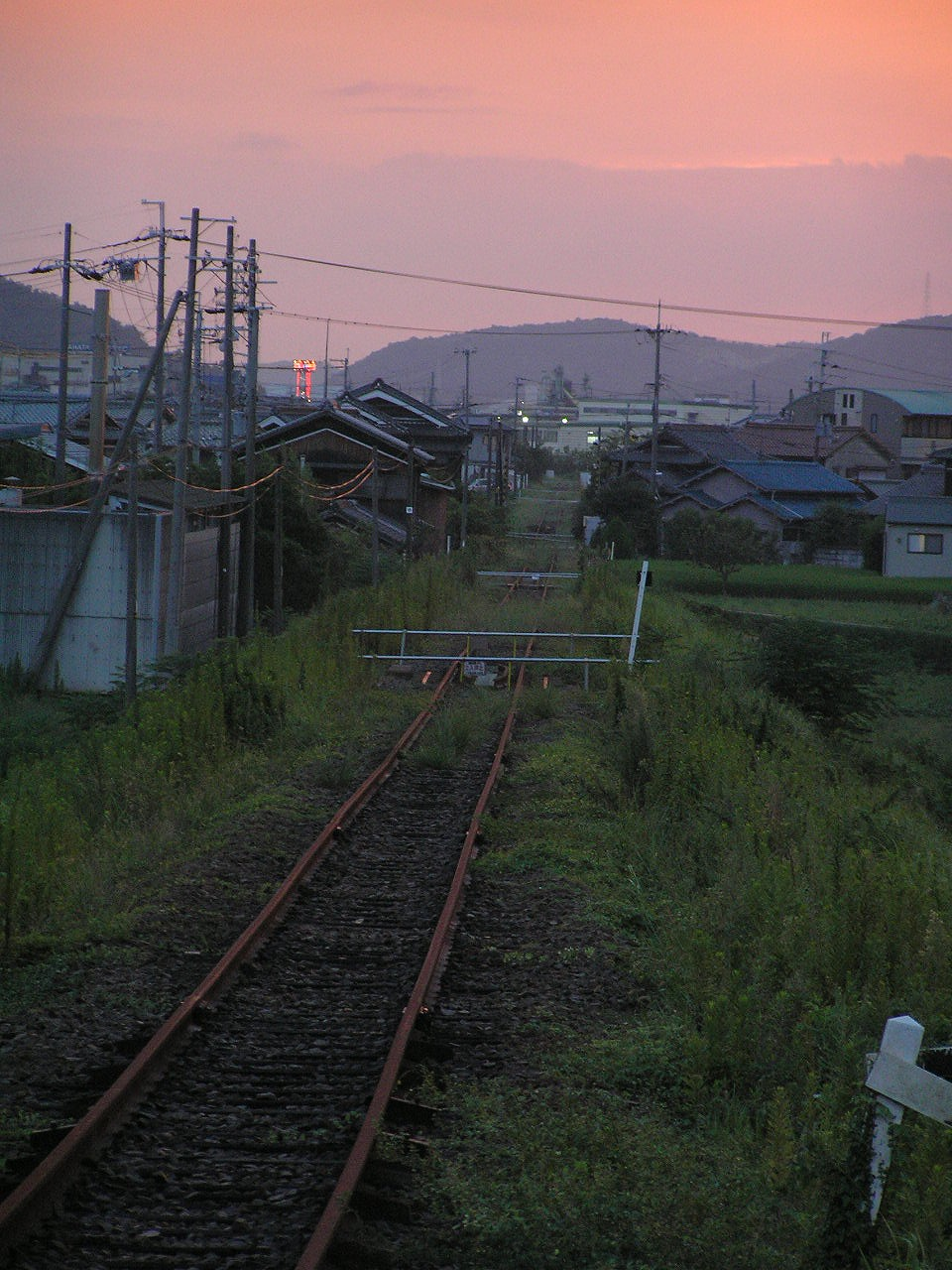
三木鐵道宗佐站遺址。在廢線後，豎立了禁止進入牌，部分被用作「別所夢街道」。

在三木鐵道路軌遺址中，4.8公里建設了行人路，名為「別所夢街道」。另外在別所故鄉交流館（地址：三木市別所町下石野1）至縣道三木宍粟線高木末廣繞道（三木市別所町高木）之間4公里路段變為單車徑。該單車徑為「播磨之里超級單車路線」的一部分。

## 注腳